# Miguel Ángel Félix Gallardo
Miguel Ángel Félix Gallardo (Mexikó, Sinaloa, Culiacán, 1946. január 8.) 1989-ben elítélt mexikói drogbáró, a Guadalajara-kartell 1970-es évekbeli megalapítója, aki az 1980-as években csaknem a teljes mexikói drogkereskedelmet és az Amerikai Egyesült Államokba irányuló kábítószer-csempészetet az irányítása alatt tartotta. Gyakran csak El Padrino („A keresztapa”) vagy El Jefe De Jefes („A főnökök főnöke”) néven említették.
Félix Gallardót Enrique "Kiki" Camarena, az USA Kábítószer-ellenes Hivatala (DEA) ügynökének meggyilkolása miatt tartóztatták le, és ítélték el, akit 1985-ben elraboltak és Gallardo egyik birtokán halálra kínoztak. Félix Gallardo jelenleg negyvenéves börtönbüntetését tölti. Korábban az Altiplano maximális biztonsági szintű börtönben tartották fogva, de megromlott egészségi állapota miatt, 2014-ben áthelyezték Guadalajaraba, egy közepes biztonsági szintű intézménybe, 2022 szeptemberében pedig elrendelték házi őrizetbe helyezését.

## A Guadalajara-kartell kiépítése
Félix Gallardo Bellavistában, a Sinaloa állambeli Culiacán külvárosában született egy farmon, 1946. január 8-án. A középiskola elvégzését követően vállalkozási ismereteket tanult a főiskolán, majd a mexikói Szövetségi Igazságügyi Rendőrségnél helyezkedett el. Ezt követően Sinaloa állam kormányzója, Leopoldo Sánchez Celis családi testőreként dolgozott, akinek politikai kapcsolatait később felhasználta kábítószer-kereskedelmi szervezetének létrehozása során. Celis pártját, az Intézményes Forradalmi Pártot (PRI) – amely 1922 és 2000 között vasmarokkal irányította az országot – széles körben vádolták azzal, hogy a kormányzati tisztviselők intézményesített megvesztegetése miatt szemet hunyt a kábítószer-kereskedelem virágzása felett. A kormányzóval fennálló korabeli bizalmi kapcsolatot mutatja, hogy Celis fiának, Rodolfónak Félix Gallardo volt a keresztapja. Később drogkereskedőknek kezdett dolgozni, amelyeknek segítséget nyújtott az állami tisztviselők megvesztegetésében. 
1976-ban Luis Echeverría mexikói elnök jóváhagyásával, nagyszabású drogellenes hadművelet kezdődött Sinaloa, Durango és Chihuahua államokban (az ún. „arany háromszögben”). A mexikói hadsereg és a DEA együttműködésében lefolytatott, Kondor-hadművelet (DEA részről: Trizo-hadművelet) kódnéven futó akcióban közel 10 000 katona került bevetésre, a DEA pedig jelentős támogatást nyújtott a légi felderítésben és az ültetvények vegyi úton történő felszámolásában. A földi irtás és felégetés mellett helikopterekről és repülőgépekről gyomirtót permeteztek az ültetvényekre. Az akció során az érintett terület illegális marihuána- és mákültetvényeinek jelentős részét megsemmisítették és többszáz kábítószertermesztőt és -kereskedőt tartóztattak le.
A nagyszabású akció és a katonaság jelenléte az érintett államokban ellehetetlenítette, hogy a kábítószerkereskedők a korábbiak szerint működtessék hálózataikat, így az ott működő szervezetek vezetői (köztük Pedro Avilés Pérez, Ismael Zambada Garcia, Félix Gallardo, Rafael Caro Quintero, Ernesto Fonseca Carrillo, a Beltran Leyva testvérek és Joaquin Guzmán Loera) Jalisco állam fővárosába, Guadalajaraba tette át működésének központját. Miután 1978-ban Pedro Avilés Pérezt a Szövetségi Rendőrség lelőtte, Gallardo Rafael Caro Quinteroval és Ernesto Fonseca Carrilloval, Avilés bűnszervezetének tagjaival átvette az irányítást csaknem a teljes mexikói marihuánakereskedelem felett. Gallardo vezetésével Guadalajaraban az egyes termőterületek és kereskedelmi útvonalak szerint működő szervezetek (ún. plázák) működésének összehangolására létrehozták a Guadalajara-kartellt.

## Kapcsolat a kolumbiai drogkartellekkel
Az 1980-as évek elején felerősödtek a kábítószer-kereskedelem megakadályozására irányuló törekvések Floridában, amely akkoriban az illegális drogkereskedelem legfontosabb szállítási úticélja volt. Ennek eredményeként a kolumbiai kartellek Mexikót kezdték használni elsődleges szállítási útvonalként, átrakodási pontként az Egyesült Államok felé. A hondurasi Juan Matta-Ballesteros volt a mexikói drogcsempészek elsődleges kapcsolata a kolumbiai kartellekkel. Matta-Ballesteros eredetileg a kubai születésű Alberto Sicilia-Falcont, a tijuanai drogcsempészet vezetőjét mutatta be a Medellin-kartell vezetőjének, Pablo Escobarnak és a Cali-kartellt irányító Ochoa Vazquez testvéreknek. Miután azonban a mexikói Szövetségi Igazságügyi Rendőrség (PJF) Sicilia-Falcont letartóztatta, Félix Gallardo és az általa vezetett Guadalajara-kartell lett a kolumbiai drogkereskedők elsődleges partnere az USA-ba irányuló kokaincsempészet lebonyolításában. A kartellek közötti megállapodás szerint a Guadalajara-kartell a szolgáltatásokért pénz helyett a Kolumbiából szállított kokain 50%-át megtartotta fizetségként. Ez annyira jövedelmezőnek bizonyult számukra, hogy néhány becslés szerint a Gallardo, Carrillo és Quintero által üzemeltetett kábítószer-kereskedelmi hálózat évente 5 milliárd dollár jövedelemre tett szert. A nyolcvanas évek végéig a Gallardo által vezetett kartell szinte teljesen monopolizálta Mexikóban az illegális kábítószer-kereskedelmet.

## Kiki Camarena DEA-ügynök meggyilkolása

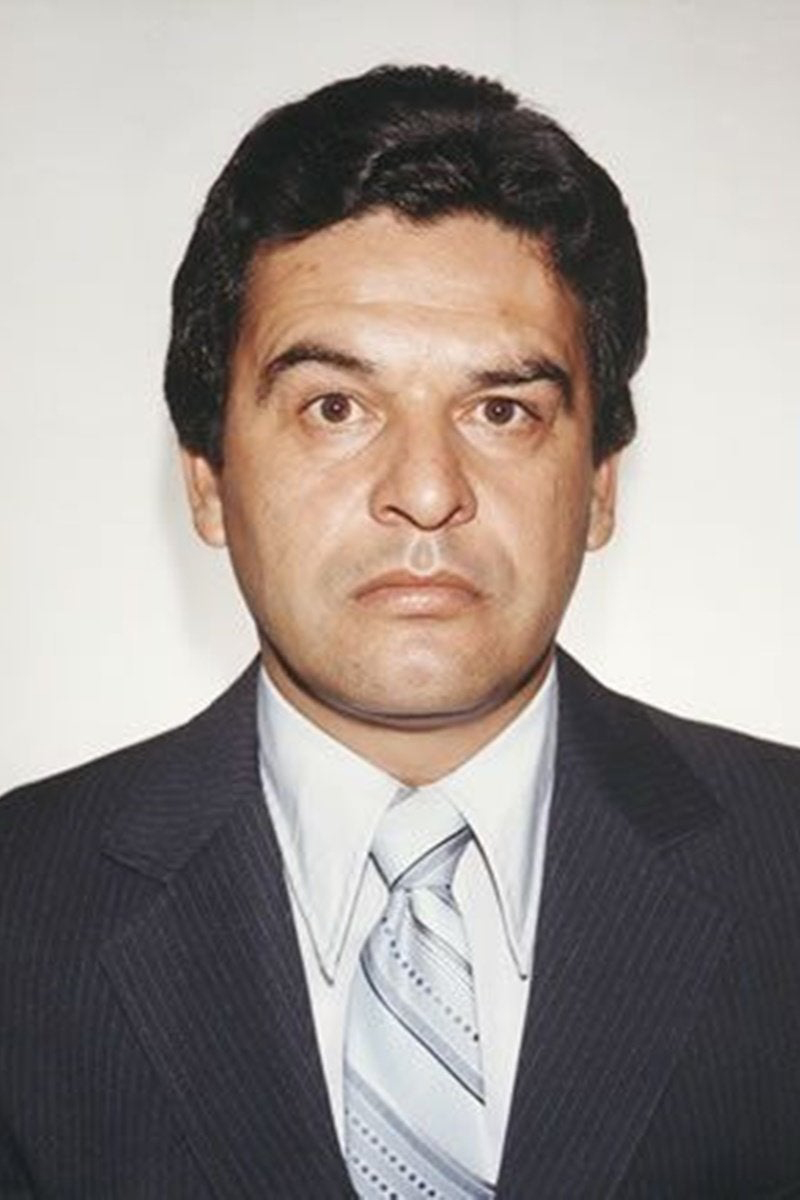
Kiki Camarena DEA-ügynök

Az USA Kábítószer-ellenes Hivatalának (DEA) titkosügynöke, Kiki Camarena sikeresen beépült a mexikói kábítószerkereskedelem szervezetébe, és egészen közel jutott Gallardohoz. 1984. november 7-én, Camarena és a DEA mexikói különítmények információi alapján, 450 mexikói katona, helikopterek támogatásával elpusztította a kartell 1000 hektáros marihuánaültetvényét, amelyet „Rancho Búfalo” néven ismertek a mexikói Chihuahuaban. Az ültetvényen munkások ezrei dolgoztak és annak éves termelése – későbbi becslések szerint – meghaladta a nyolcmilliárd USA dollárt. Az ültetvényt a mexikói Szövetségi Biztonsági Szolgálat, a DFS (Dirección Federal de Seguridad) ügynökei védték, és a termelést a helyi rendőrség, politikusok és hadsereg tudomásával és jóváhagyása mellett folytatták. Camarena a Keresztapa-akció (Operation Godfather) keretében elkezdte feltárni a kábítószer-kereskedők, a mexikói bűnüldözés és a kormányzó Intézményes Forradalmi Párt (PRI) magas rangú kormányzati tisztviselői közötti kapcsolatokat, amelyet Félix Gallardo súlyos veszélynek tartott a Guadalajara-kartell működésére nézve. Válaszul a kartell elrendelte Camarena elrablását. 
1985. február 7-én a kartell által fizetett jaliscói rendőrök fényes nappal elrabolták az USA konzulátusáról kilépő Camarenát. Nem sokkal később szintén elrabolták a Camarenának segítséget nyújtó, Alfredo Zavala Avelar helikopterpilótát. A két férfit Félix Gallardo egyik birtokára vitték, ahol harminc órán keresztül kínozták és vallatták őket, hogy kiderítsék, hogy milyen információkkal rendelkeznek a mexikói kábítószer-kereskedelem szervezetrendszeréről és politikai kapcsolatairól. Végül, február 9-én Camarena belehalt a válogatott kínzásokba. Az ügynök és Avelar zsugorfóliába burkolt holttestét később egy Michoacán állambeli tanyán találták meg.
Camarena meggyilkolását követően a DEA egyik legnagyobb gyilkossági nyomozása, a Legenda-akció (Operation Leyenda) vette kezdetét. Ennek körében, a nyomozás koordinálására egy különleges egységet küldtek Mexikóba. A nyomozás során Félix Gallardo és két társa, Ernesto Fonseca Carrillo és Rafael Caro Quintero vált az emberrablás elsődleges gyanúsítottjává. Az Egyesült Államok nyomására Fonsecat és Quinterot letartóztatták, ám Félix Gallardo továbbra is politikai védelmet élvezett. Az Egyesült Államokban azonban körözést adtak ki ellene, melyben Camarena elrablásával és meggyilkolásával, szervezett bűnözéssel, kábítószer-kereskedelemmel és számos más erőszakos bűncselekménnyel vádolták.

## A piac felosztása
Félix Gallardo a Camarena-gyilkosságot követően visszavonult a nyilvánosságtól, majd 1987-ben a családjával Guadalajara városba költözött. A nagyváros nagyobb névtelenséget biztosított számára, mint Culiacán vagy más sinaloai városok. Úgy döntött, hogy a kartellben résztvevő érdekkörök között felosztja az általa ellenőrzött kábítószer-kereskedelmet, mivel az így hatékonyabb, szervezettebb és önellátóbb lesz és a bűnüldözés kevésbé tud lecsapni rá. Ezért Acapulco déli üdülőövezetében összehívta Mexikó vezető drogkereskedő családjainak vezetőit és ismertette velük a terveit. Az érdekeltségi területek felosztása a kábítószer-szállítási útvonalak alapján történt.

## Letartóztatása
A Bush kormány a NAFTA tárgyalások során nyomást gyakorolt a mexikói kormányzatra Félix Gallardo letartóztatása érdekében. Carlos Salinas de Gortari mexikói elnök – hogy a kérdés ne álljon a szabadkereskedelmi megállapodás útjában – intézkedett Gallardo elfogatása iránt. Végül 1989. április 8-án Félix Gallardót, Guadalajarában letartóztatták és – többek között – Enrique Camarena DEA ügynök elrablásával és meggyilkolásával, szervezett bűnözéssel, kábítószer-kereskedelemmel és számos más erőszakos bűncselekménnyel vádolták.
A hatóságok a letartóztatás követően lefoglalták Félix Gallardo vagyonát, ideértve egy szállodát, gyógyszertárat, ingatlancéget, bankszámlákat és számos ingatlant. Az elkobzott vagyontárgyak pontos értékét nem lehetett megállapítani, azonban Félix Gallardo vagyona – becslések szerint – meghaladta az 500 millió USA dollárt, beleértve legalább 50 házat és 200 birtokot.
Félix Gallardo letartóztatása beindította Mexikóban a politikai és bűnüldözési szerveknél széles körben elterjedt korrupció felszámolásának folyamatát. A letartóztatását követő napokban – a média és a közvélemény nyomására – számos magasrangú rendőri vezetőt tartóztattak le és több, mint 90 rendőrtiszt mondott le hivataláról. Amerikai bűnüldözési tisztviselők szerint Félix Gallardo az elfogását megelőzően Toledo Corro korábbi kormányzó házában vendégeskedett, bár a kormányzó tagadta ezt. Amikor a Gallardóval fennálló kapcsolatáról kérdezték, azt mondta, hogy nem volt tudomása a kábítószerkereskedő ellen fennálló elfogatóparancsról, bár 1981 óta hat körözés volt érvényben.
Sinaloa szövetségi állam hivatalban lévő kormányzója, Francisco Labastida Ochoa, drogellenes kampánya miatt számos halálos fenyegetést kapott, és egy alkalommal, késő este, otthona előtt gépfegyverekkel támadtak gépjárművére, és csak nagy szerencsével tudott élve elmenekülni. A kábítószer-kereskedelem más ellenzői nem voltak ilyen szerencsések. Jesus Michel Jacobót, az Emberi Jogi Bizottság ügyvédjét 1987 végén négy gépfegyveres támadó ölte meg, míg – pár hónappal később – Manuel Burgueno Orduno újságírót gyilkolták meg a kábítószer-kereskedők és politikusok közötti kapcsolatokat feltáró cikkei miatt.

## Börtönbüntetése
Negyvenéves börtönbüntetésének kezdetén Félix Gallardo továbbra is Mexikó egyik vezető drogkereskedője maradt, szervezetét a börtönből mobiltelefonon keresztül irányította, egészen 1993-ig, amikor az Altiplano maximális biztonsági szintű börtönbe áthelyezték.
2011-ben Gallardo családja több mexikóvárosi napilapban egész oldalas hirdetésként nyílt levelet intézett Genaro Garcia Luna közbiztonsági miniszterhez, melyben arról panaszkodtak, hogy Gallardót elszigetelik a többi fogvatartottól, korlátozzák a látogatáshoz való jogát, akadályozzák a testmozgásban és egészségtelen, büdös, sötét cellában tartják. A levél szerint a szürkehályoggal, a süketséggel, fekélyekkel és sérvvel küzdő elítélttől megtagadták az orvosi ellátást. 2013 márciusában Gallardo eljárást indított, hogy 70. születésnapja után háziőrizetben tölthesse le további büntetését, kérelmét azonban elutasították. 2014 április 29-én egy mexikói szövetségi bíróság elutasította azon kérelmét is, hogy a maximálisan őrzött börtönből egy közepesen őrzött börtönbe helyezzék át, azonban a fellebbezés folytán 2014. december 18-án a szövetségi hatóságok – hanyatló egészségi állapota miatt – jóváhagyták kérelmet, és átszállították a Jalisco állambeli Guadalajaraba, egy közepes biztonsági szintű intézménybe.
Többször elutasított kérelmeit követően a bíróság 2022. szeptember 13-án végül nyomkövető használata mellett elrendelte házi őrizetbe helyezését, azzal az indokkal, hogy fennáll a veszélye, hogy meghal, mielőtt letöltené büntetését. Andrés Manuel López Obrador mexikói elnök – újságírói kérdésre – elmondta, hogy a döntés indoka az volt, hogy Gallardonak „olyan kezelésre van szüksége, amelyet a börtönben nem lehet megadni neki, mert sok betegsége van”.

## A mexikói kábítószer-kereskedelem Félix Gallardo után
Félix Gallardo 1989-es letartóztatása pár év alatt a korábbi Guadalajara-kartell teljes felbomlásához vezetett. Miután 1993-ban áthelyezték az Altiplano maximális biztonsági szintű börtönbe, a kartell véglegesen négy részre szakadt, az egyes kábítószer-szállítási útvonalak alapján a piacot a kartellben résztvevő családok és érdekkörök között felosztották. A tijuanai útvonal Gallardo unokaöccsei, az Arellano Félix testvérekhez került (Tijuana-kartell). A Ciudad Juárez-i útvonal a Carrillo Fuentes családé lett (Juarez-kartell). A sonorai folyosót Miguel Caro Quintero vezette (Sonora-kartell). Joaquín Guzmán Loera, Héctor Luis Palma Salazar és Ismael Zambada García pedig a csendes-óceán-parti szállítási útvonalakat vették át (Sinaloa-kartell). A területek felosztása nem érintette Matamoros–Tamaulipas folyosó irányítását mely továbbra is Juan García Ábrego kezében maradt (Öböl-kartell).
A Guadalajara-kartell felbomlását követően az egyes egymással konkuráló kartellek a csempészútvonalak és terjesztési hálózat feletti uralom megszerzése érdekében folyamatos konfliktusban álltak egymással és a mexikói állami szervekkel. Mexikóban mindennapossá váltak a véres leszámolások. A folyamatos konfliktusok és összecsapások az országban politikai, társadalmi és katonai káoszt szültek, és végül a mexikói drogháborúhoz vezettek.

## Megjelenése a kultúrában
A Netflix gyártásában készült amerikai-mexikói sorozat, a Narcos: Mexikó három évadja a Guadalajara-kartell létrejöttét és felemelkedését, a Camarena-gyilkosság körülményeit és a kartellek ellen folytatott háborút mutatja be. A sorozat egyik központi karaktere Miguel Ángel Félix Gallardóról került megmintázásra. Az első évad premierje 2018. november 16-án volt, míg a második és harmadik évadot 2020-ban és 2021-ben mutatták be. A sorozatban Félix Gallardo karakterét Diego Luna mexikói színész alakítja.